# Konsul Perssons plats

Konsul Perssons plats är en mindre plats på Söder i Helsingborg, som fått sitt namn av konsul Nils Persson. 
Platsen ligger mellan Mäster Palms plats i öst och Malmöleden i väst. I norr avgränsas platsen av Midrocs Kvarter Metropol bestående av Radisson Blu Metropol Hotel i öster och ett blandat kontros- och bostadshus i väster. I söder ligger det äldre polishuset från 1971 och den nya tingsrättsbyggnaden, uppförd 2005. Polisen har dock flyttat större delen av sin verksamhet till ett nybyggt polishus vid Berga kasern. 

## Historik
Området där Konsul Perssons plats numera ligger var historiskt sett beläget strax vid strandkanten söder om Helsingborgs bebyggelse. När stadsdelen Söder började byggas ut under 1800-talet kom ett flertal industrier att förläggas i området och 1859 uppfördes Helsingborgs första gasverk på platsen, vilken gett Gasverksgatan dess namn. Söder om denna anlades år 1872 Skånska Superfosfat- och Svavelsyrefabriks AB av Nils Persson, sedermera konsul. Väster om området stod år 1880 Södra hamnen klar, vilken innebar att strandlinjen förflyttades bort från platsen. 
Gasverket hade 1869 utökats med ytterligare en gasklocka och 1885 behövde ännu en gasklocka byggas. Dock var tomten för liten och denna uppfördes istället vid Sandgatan längre söderut. År 1895 flyttade sedan hela verksamheten dit. Gasverkets tidigare byggnader övertogs av Perssons superfosfatfabrik, vilken av stadsdelens befolkning ansågs som en sanitär olägenhet. Fabrikerna avgav både besvärande lukt och stora mängder rök, vilket gjorde att fabriken i folkmun kallades för "guanohelvetet" eller "skitfabriken". År 1902 flyttades delar av fabriken till ett strandområde norr om Råå, där man anlade en egen hamn åt verksamheten 1917–19. Resterande delar av superfosfatfabriken revs på 1930-talet och ytan användes därefter som parkering.

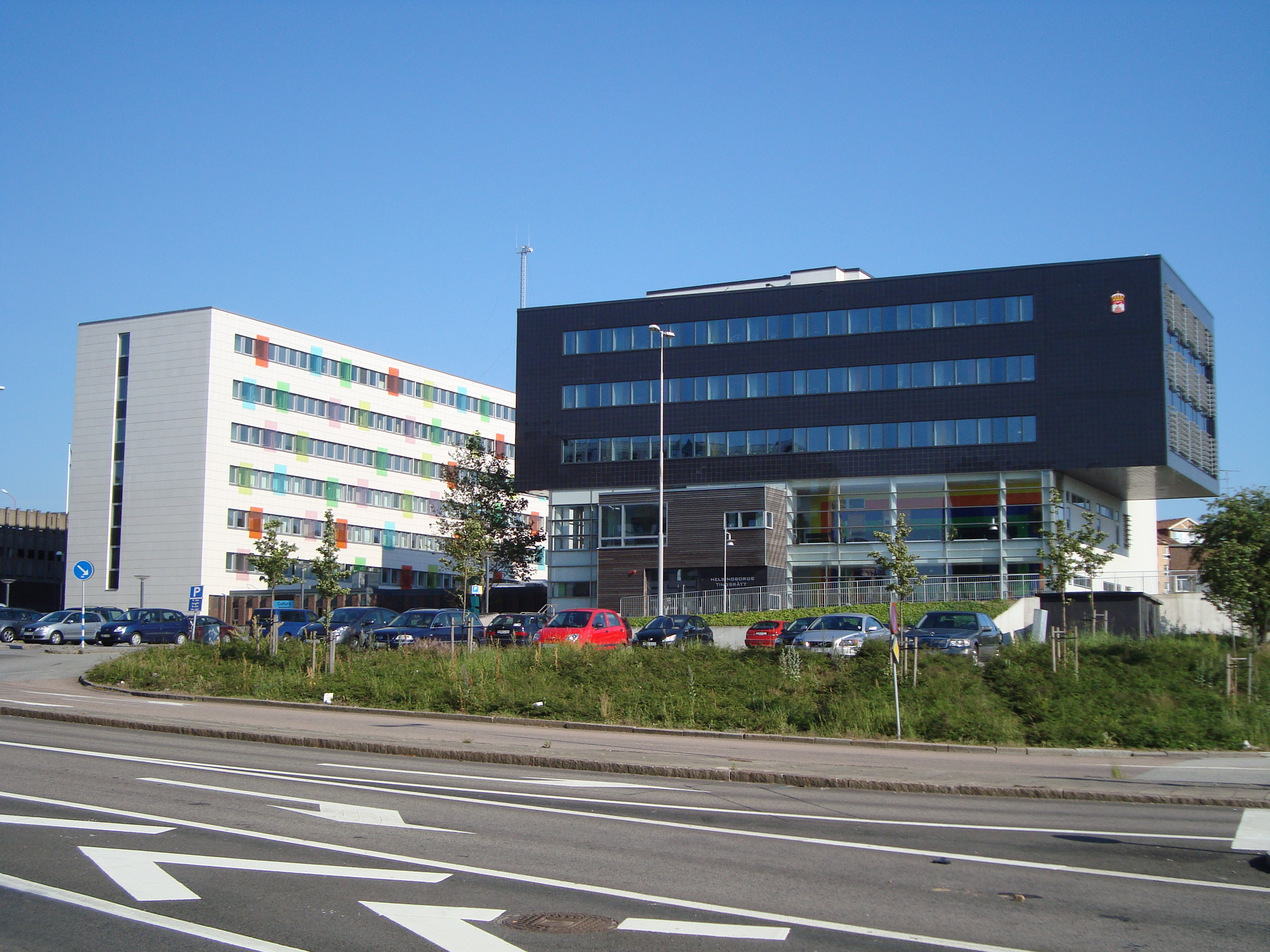
Konsul Persson plats före nybyggnaden.

Under 1960-talet genomfördes en omfattande sanering av bebyggelsen på Söder, vilket omdanade platsen omgivande byggnader. I kvarteret Holland sydost om platsen uppfördes 1967 ett Domusvaruhus, numera Söderpunkten. I kvarteret Kalifornien i norr uppfördes 1970–72 ett nytt tingshus och samtidigt uppfördes ett nytt polishus strax söder om platsen. Platsen bestod under denna tid mestadels av parkeringsplatser och var inte särskilt planerad. I slutet av 2005 lanserades  planer på att bebygga platsen med i form av ett nytt biopalats med kontor och hotell, med byggstart tidigast vid årsskiftet 2009/2010. Projektet drog dock ut på tiden och försenades flera gånger. Till slut valde SF Bio att förlägga den nya Filmstaden i den nyligen ombyggda Södergallerian (tidigare Söderpunkten) istället. Då det nya byggnadskomplexet skulle ta nästan hela platsen i anspråk diskuterades ifall en ny plats skulle namnges till minne efter konsul Persson, och en del förslag på platser inkom från enskilda medborgare i staden. I slutändan behölls platsen i kraftigt förminskad storlek i utrymmet mellan gamla polishuset och Hotell Metropol.